# Annabel (dessinatrice)
Pour l’article homonyme, voir Annabel.
Annabel, pseudonyme d'Annabel Blusseau, née le 8 février 1975 à Rouen (Seine-Maritime, France) est une dessinatrice française de bande dessinée.

## Biographie
Elle commence sa vie professionnelle en travaillant notamment dans la publicité et pour un journal local. Des auteurs reconnus de bande dessinée, comme Éric Corbeyran ou Frank Giroud, l'encouragent à se lancer pour en faire un métier. 
En 2005, elle débute dans la bande dessinée avec l’histoire Willow place contant une enquête du père de Sherlock Holmes, Sir Arthur Conan Doyle. L’histoire est traitée sous l’angle du spiritisme et du fantastique. Toujours dans le style fantastique, elle réalise le dessin de la série Magus de 2009 à 2011. Cette série en trois tomes raconte la quête du jeune fossoyeur Stanislas, héritier des dons de magiciens dans un moyen âge sous l’emprise des autorités religieuses.
En 2013, toujours avec la meme équipe de scénaristes, elle dessine la série en deux volumes La Javanaise, où l’on suit les aventures de la fille de Mata-Hari vers l’ile de Java en 1917,. En 2016, elle participe à la série Roma, initiée par Gilles Chaillet et voulant décrire la grandeur de la Rome antique. L’ensemble couvrira 5 volumes et Annabel en dessinera le tome 3 Tuer César.
En 2017, elle contribue à la trilogie Heracles avec des albums scénarisés par Clotilde Bruneau. Elle dessine le premier tome La jeunesse du héros. Comme le souligne G.Clavières: L’occasion pour la dessinatrice Annabel de montrer la grandeur des dieux de la mythologie. Les apparitions de Zeus ou la colère d’Héra sont des grands moments de l’album, spectaculaires et graphiquement impressionnants. En 2018 et en collaboration avec Virginie Greiner, elle dessine le one shot Isabelle Eberhardt. Le livre décrit la vie de cette aventurière née au 19ème siècle et qui a vécu une vie libre d’exploratrice en Afrique du Nord. Ecrivaine et journaliste, elle a marqué son époque par son audace et sa liberté. Le dessin est salué pour son réalisme et son expressivité qui donne agréablement vie à la pricniaple protagoniste.
En 2019, et avec Olivier Legrand au scénario, elle réalise la série en deux volumes Olwen, fille d’Arthur aux éditions Vent d'Ouest. Une aventure au coeur de la légende d’Arthur, avec le parcours initiatique d’une jeune femme au milieu d’un monde médieval mélangeant dangers et magie.
En 2024, elle retrouve Virginie Greiner pour une histoire en un volume se déroulant au Moyen Âge et dans l’est de la France. On y suit le parcours de Reine, héritière d’une famille de guérisseuses, et de Etienne, fils de fermier mais aspirant à une autre vie. Lettré, Etienne utilisera ses talents et l’imprimerie pour asseoir le pouvoir de son maitre et combattre la magie. Comme le note F.Houriez: Pour illustrer ces tensions et controverses, Annabel déploie un graphisme élégant et réaliste, faisant la part belle au détail historique et à la rhétorique des visages. Sa maîtrise des regards insuffle une énergie stimulante.

## Œuvre

### Bandes dessinées
- Willow place: Réincarnations ,  2005,  Clair de Lune
Scénario :  Virginie Greiner,  - Dessin :  Annabel - Couleurs :  Bob Bergé , Patricia Crottier -  (ISBN 2913714595)

- Magus tome 1: Le fossoyeur ,  2009,  Glénat collection Grafica
Scénario :  Cyrus, François Debois - Dessin :  Annabel - Couleurs :  Isabelle Merlet -  (ISBN 9782723465694)

- Magus tome 2: Le félon ,  2009,  Glénat collection Grafica
Scénario :  Cyrus, François Debois - Dessin :  Annabel - Couleurs :  Tatto Caballero,Raul Trevino,Studio Protobunker -  (ISBN 9782723470674)

- Magus tome 3: L’insoumise ,  2011,  Glénat collection Grafica
Scénario :  Cyrus, François Debois - Dessin :  Annabel - Couleurs :  Tatto Caballero,Raul Trevino,Studio Protobunker -  (ISBN 9782723475846)

- La Javanaise Tome 1: La fille de Mata Hari ,  2013,  Glénat
Scénario :  Cyrus, François Debois - Dessin :  Annabel - Couleurs :  Roberto Burgazzoli -  (ISBN 9782723486040)

- La Javanaise Tome 2: La destructrice ,  2014,  Glénat
Scénario :  Cyrus, François Debois - Dessin :  Annabel - Couleurs :  Roberto Burgazzoli -  (ISBN 9782723494502)

- Roma tome 3: tuer César ,  2016,  Glénat
Scénario :  Eric Adam, Didier Convard , Pierre Boisserie - Dessin :  Annabel - Couleurs :  Filippo Rizzu -  (ISBN 9782344003787)

- Héraclès tome 1: la jeunesse du héros,  2017,  Glénat
Scénario :  Clotilde Bruneau  - Dessin :  Annabel - Couleurs :  Chiara Zeppegno -  (ISBN 9782344001677)

- Isabelle Eberhardt,  2018,  Glénat
Scénario :  Virginie Greiner  - Dessin :  Annabel - Couleurs :  Filippo Rizzu -  (ISBN 9782344019344)

- Olwen, fille d’Arthur tome 1: La damoiselle sauvage,  2019,  Glénat
Scénario :  Olivier Legrand  - Dessin :  Annabel - Couleurs :  Chiara Zeppegno -  (ISBN 9782749308913)

- Olwen, fille d’Arthur tome 2: La corne de vérité,  2019,  Glénat
Scénario :  Olivier Legrand  - Dessin :  Annabel - Couleurs :  Chiara Zeppegno -  (ISBN 9782749309019)

- L’imprimerie du diable,  2024,  Les Arènes BD
Scénario :  Virginie Greiner  - Dessin :  Annabel - Couleurs :  Carlo Chablé , Marie Galopin , Chiara Zeppegno -  (ISBN 9791037511669)

## Récompenses
- 2010 :  Prix Saint-Michel de l'avenir (avec Cyrus), pour Magus, t. 2 : Le félon